# Communauté de communes de Pionsat
La communauté de communes de Pionsat est une ancienne communauté de communes française, située dans le département du Puy-de-Dôme en région Auvergne-Rhône-Alpes.

## Historique
La communauté de communes du Pays de Pionsat est créée le 13 décembre 1999. Elle succède au SIVOM du même nom.
Par la suite[Quand ?], elle prend son nom actuel de communauté de communes de Pionsat.
Le projet de schéma départemental de coopération intercommunale (SDCI) du Puy-de-Dôme, dévoilé en octobre 2015, proposait la fusion avec les communautés de communes du Pays de Saint-Éloy-les-Mines, de Cœur de Combrailles, une partie de la communauté de communes du Pays de Menat (quatre communes à l'ouest de la Sioule) ainsi que la commune de Virlet. Cette nouvelle intercommunalité comprendra 34 communes, toutes en zone de montagne, pour une population d'environ 17 000 habitants.
Le périmètre proposé n'est pas modifié à la suite de l'adoption du SDCI en mars 2016. Cette fusion est confirmée par un arrêté préfectoral du 19 décembre 2016, rectifié par un autre arrêté du 22 ; la nouvelle structure intercommunale prend le nom provisoire de « Communauté de communes du Pays de Saint-Éloy ».

## Territoire communautaire

### Géographie
La communauté de communes de Pionsat est située au nord-ouest du département du Puy-de-Dôme.

### Composition
La communauté de communes est composée des dix communes suivantes :
| Nom                        | Code Insee | Gentilé         | Superficie (km2) | Population (dernière pop. légale) | Densité (hab./km2) |
| -------------------------- | ---------- | --------------- | ---------------- | --------------------------------- | ------------------ |
| Pionsat (siège)            | 63281      | Pionsatois      | 24,68            | 1 108 (2014)                      | 45                 |
| Bussières                  | 63060      |                 | 13,84            | 100 (2014)                        | 7,2                |
| La Cellette                | 63067      |                 | 10,99            | 172 (2014)                        | 16                 |
| Château-sur-Cher           | 63101      | Castelneuviens  | 11,87            | 78 (2014)                         | 6,6                |
| Le Quartier                | 63293      | Quartiérauds    | 23,37            | 209 (2014)                        | 8,9                |
| Roche-d'Agoux              | 63304      |                 | 5,56             | 102 (2014)                        | 18                 |
| Saint-Hilaire              | 63360      |                 | 17,63            | 172 (2014)                        | 9,8                |
| Saint-Maigner              | 63373      | Saint-Maignats  | 18,97            | 197 (2014)                        | 10                 |
| Saint-Maurice-près-Pionsat | 63377      | Saint-Mauriçois | 30,88            | 365 (2014)                        | 12                 |
| Vergheas                   | 63447      |                 | 7,45             | 70 (2014)                         | 9,4                |

Ces dix communes sont également celles qui composent le canton éponyme disparu en mars 2015.
Elles sont situées au nord-ouest du département du Puy-de-Dôme. Elles sont voisines, à l'ouest, du département de la Creuse, dans la région Nouvelle-Aquitaine, et au nord, du département de l'Allier.

### Démographie
| 1968  | 1975  | 1982  | 1990  | 1999  | 2008  | 2013  |
| ----- | ----- | ----- | ----- | ----- | ----- | ----- |
| 3 921 | 3 558 | 3 241 | 2 788 | 2 517 | 2 582 | 2 585 |

## Politique et administration

### Siège
Le siège de la communauté de communes est situé à Pionsat.

### Les élus
La communauté de communes est gérée par un conseil communautaire composé de seize membres représentant chacune des communes membres.
Ils sont répartis comme suit :
| Nombre de délégués | Communes |
| ------------------ | --- |
| 6                  | Pionsat |
| 2                  | Saint-Maurice-près-Pionsat                                                                                   |
| 1                  | Bussières, La Cellette, Château-sur-Cher, Le Quartier, Roche-d'Agoux, Saint-Hilaire, Saint-Maigner, Vergheas |

### Compétences
L'intercommunalité exerce des compétences qui lui sont déléguées par les communes membres.
Les deux compétences obligatoires sont les suivantes :
- aménagement de l'espace : mise en œuvre de la politique de Pays et des préconisations de la charte paysagère élaborée par le syndicat mixte d'aménagement et de développement des Combrailles, mise en place d'un dispositif de suivi des terres abandonnées et des ruines, et (plus suivi) d'un zonage forestier ;
- développement économique : multiples actions dans les domaines industriel, artisanal, commercial, agricole et touristique.

Les compétences optionnelles sont les suivantes :
- protection et mise en valeur de l'environnement ;
- politique du logement et du cadre de vie ;
- action sociale d'intérêt communautaire.

Les compétences facultatives sont les suivantes :
- culture, sports et loisirs, éducation et jeunesse ;
- actions de communication et de promotion.

### Régime fiscal et budget
La communauté de communes applique la fiscalité professionnelle unique. Elle possède un potentiel fiscal de 73,51 euros par habitant, très inférieur au potentiel fiscal moyen des communautés de communes du département (198,51 euros).
Les taux d'imposition votés en 2015 sont les suivants : taxe d'habitation 9,26 %, foncier bâti 0 %, foncier non bâti 3,05 %, cotisation foncière des entreprises 24,65 %.